# Malena Galván
Malena Galván (* 30. Mai 2006) ist eine argentinische Leichtathletin, die sich auf den Sprint spezialisiert hat.

## Sportliche Laufbahn
Erste Erfahrungen bei internationalen Meisterschaften sammelte Malena Galván im Jahr 2024, als sie bei den U20-Südamerikameisterschaften in Lima in 55,37 s den vierten Platz im 400-Meter-Lauf belegte und auch mit der argentinischen 4-mal-100-Meter-Staffel mit 47,01 s auf Rang vier gelangte. Mit der 4-mal-400-Meter-Staffel gewann sie in 3:45,22 min die Silbermedaille, wie in 3:27,72 min auch in der Mixed-Staffel. Anschließend schied sie bei den U20-Weltmeisterschaften ebendort mit 55,37 s in der ersten Runde über 400 Meter aus und verpasste mit der Mixed-Staffel und mit der Frauenstaffel den Finaleinzug. Im Jahr darauf verpasste sie bei den Südamerikameisterschaften in Mar del Plata mit 56,01 s den Finaleinzug über 400 Meter und belegte mit der Frauenstaffel in 3:56,22 min den fünften Platz.
In den Jahren 2024 und 2025 wurde Galván argentinische Meisterin im 400-Meter-Lauf sowie 2025 auch über 200 Meter und in der 4-mal-400-Meter-Staffel.

## Persönliche Bestzeiten
- 200 Meter: 24,72 s (−0,1 m/s), 8. September 2024 in Rosario
- 400 Meter: 55,37 s, 13. Juli 2024 in Lima